# Vidyajyoti College of Theology de Delhi
Le Vidyajyoti College of Theology (du sanskrit: ‘Lumière de la connaissance’), est une institution ecclésiastique catholique d’enseignement supérieur de Théologie dirigée par des pères jésuites. Fondée en 1879 à Asansol (Bengale occidental) par des Jésuites belges, elle déménagea à Kurseong, dans l’Himalaya, en 1889 puis à Delhi en 1971 où elle assuma le nom de ‘Vidyajyoti College of Theology’.

## Histoire
Les missionnaires jésuites arrivant jeunes en Inde - afin de pouvoir plus facilement apprendre la langue locale -, il fut décidé d’ouvrir un philosophat-théologat à Asansol au Bengale pour qu’ils puissent y recevoir la préparation académique nécessaire requise pour la réception du sacerdoce. Le ‘séminaire Saint-Joseph’ est ouvert en 1879, et parmi les premiers étudiants se trouve Constant Lievens, plus tard apôtre du Chotanagpur.  
Le climat d’Asansol est dur et jugé insalubre pour les santés des jeunes Européens (plusieurs décès). Aussi le théologat déménage à Kurseong en 1889, petite ville sise sur la route de Darjeeling, dans les contreforts de l’Himalaya, où un tout nouveau bâtiment fut construit. C’est le ‘Saint-Mary’s College’.
Le théologat est rapidement la maison de formation jésuite la plus importante de l’Inde britannique. Elle compte quelque 150 étudiants pour les quatre années de théologie. La communauté est très internationale comme le sont les diverses ‘missions’ des Jésuites en Inde. Tous les ans, au mois de novembre, près d’une trentaine d’ordinations sacerdotales y sont célébrées. 
Durant 82 ans l’institution grandit pour devenir un important centre, non seulement d’enseignement, mais également de recherche et réflexion sur la théologie chrétienne en contact avec les religions orientales. Dès 1905 une ‘académie indienne’ est créée en son sein, en vue d’étudier les religions et autres traditions religieuses présentes dans le sous-continent. En 1932 l’institution est reconnue par le Saint-Siège comme ‘Faculté de théologie’ et est autorisée à accorder des diplômes : baccalauréat [BA], licence [MA] et doctorat en théologie. Elle est ouverte à tous les jésuites indiens, sri-lankais, européens ou américains œuvrant en Asie du Sud.
En Inde, c’est le centre catholique de réflexion théologique le plus important durant toute l’ère du British Raj. Une revue théologique mensuelle, ‘The Clergy Monthly’ (rebaptisée en 1975 ‘Vidyajyoti Journal of Theological Reflection’) y est lancée en 1938. Plusieurs membres du corps professoral participent au concile Vatican II (1962-1965) comme ‘peritus’ (experts) ou conseillers théologiques d’évêque de l’Inde. 
En 1972, St Mary's College est transféré à Delhi ('Civil Lines', pas loin de l’université de Delhi) où il prend le nom de Vidyajyoti College of Theology. L'ère missionnaire étrangère est terminée et la grande majorité des étudiants jésuites sont alors indiens, comme d’ailleurs la moitié du corps professoral. A Delhi, l’institution s’ouvre à tout étudiant -, scolastique jésuite, séminariste, laïc, religieux ou religieuse - dûment qualifié qui serait intéressé par les sujets qu'il offre.
À la suite d'une restructuration de son programme académique de 1978 avec décentralisation en vue de meilleure inculturation de la réflexion théologique, la faculté de Théologie ouvre (ou affilie) des centres régionaux (appelés ‘Regional Theological Center’ [RTC]) dans différentes régions du pays afin de mieux intégrer les diverses cultures de l'Inde et finalement tenter l’enseignement de la théologie dans l’une ou l’autre des langues indiennes. En 2017 la faculté compte trois centres régionaux où peuvent se poursuivre une ou plusieurs années d’étude théologique : à Chennai, Ranchi, et Varanasi. Ayant accompli une partie de leur parcours théologique dans un centre régional les étudiants rejoignent le centre national de Delhi pour leur deuxième ou troisième année.  

## Vie académique
Depuis le concile Vatican II et le transfert de la faculté de théologie à Delhi Vidyajyoti est connu pour développer une méthode contextuelle de théologie. Chaque étudiant est inséré dans un contexte social concret et initié à l'analyse socioculturelle de la situation indienne. Cela lui permet d'avoir une appréhension réaliste et approfondie des problèmes qui affectent la vie des Indiens ordinaires. La réflexion théologique est donc étroitement liée aux questions émergentes du contexte socioculturel d’Asie du Sud, ce qui permet à chaque étudiant de réfléchir la foi chrétienne dans son contexte particulier d’Asie du Sud et de dialoguer avec les traditions religieuses qui imprègnent tous les aspects de la société civile.
Recherches et publications sont encouragées dans les domaines de la théologie chrétienne, sciences bibliques et religions orientales, histoire des traditions religieuses et de l’Église, œcuménisme et dialogue interreligieux, sciences sociales et sociologie religieuse. Son périodique mensuel ‘The Clergy Monthly’, lancé en 1938, est aujourd'hui, sous le nom de ‘Vidyajyoti Journal of Theological Reflection’ la plus ancienne revue de théologie chrétienne de l'Inde. 
La bibliothèque compte 130.000 volumes (dont certains datent du XVIe siècle) et reçoit quelque 300 revues spécialisées. Elle est particulièrement riche dans les domaines de l'Écriture sainte, théologie, spiritualité, religions orientales, Islam et culture indienne. Des accords avec l’Université de Delhi, la ‘Jawaharlal University’, la ‘Jamia Millia Islamia’, toutes trois basées à Delhi, permettent à leurs chercheurs de la fréquenter.  
Outre les grades académiques du baccalauréat [BA] de la licence [MA] et du doctorat, la faculté de Vidyajyoti organise également des programmes plus individualisés conduisant à un certificat d’études ou diplôme (trois ans).

## Communauté de vie
Ayant un nombre restreint d’étudiants, autour de 300, Vidyajyoti est également une communauté de vie donnant un cadre de formation qui va au-delà de la vie académique. On y veille à l’épanouissement humain et religieux comme à l’engagement social par une série d’activités, séminaires, directions spirituelles, cérémonies religieuses et autres célébrations qui forment les étudiants au service des autres et les nouent en une communauté académique de vie.
Le staff, formé largement de pères jésuites venant des diverses régions et groupes culturels de l’Inde, vit à résidence, ce qui facilite les contacts avec les étudiants et permet une interaction approfondie. 
Les 246 étudiants (en 2016) inscrits à la faculté de théologie sont quasi tous des diplômés universitaires provenant de 70 instituts religieux différents, de diocèses, instituts séculiers et associations laïques représentant pratiquement toutes les régions de l’Inde et d’autres pays d’Asie. La langue académique est l’anglais mais le hindi (langue de Delhi) est également utilisé.

## Personnalités
Parmi les professeurs:
- Jacques Dupuis (1923-2004), jésuite belge et théologien du dialogue interreligieux
- Samuel Rayan (1920-2019), jésuite indien et promoteur d'une théologie indienne de la libération
- Michael Amaladoss (1936-   ), jésuite indien et théologien

Parmi les étudiants :
- Georges Dandoy (1882-1962), jésuite belge et indianiste
- Pierre Fallon (1912-1985), jésuite belge et indianiste
- Lawrence T. Picachy (1919-1992), jésuite indien, archevêque de Calcutta et cardinal